# Shtetl

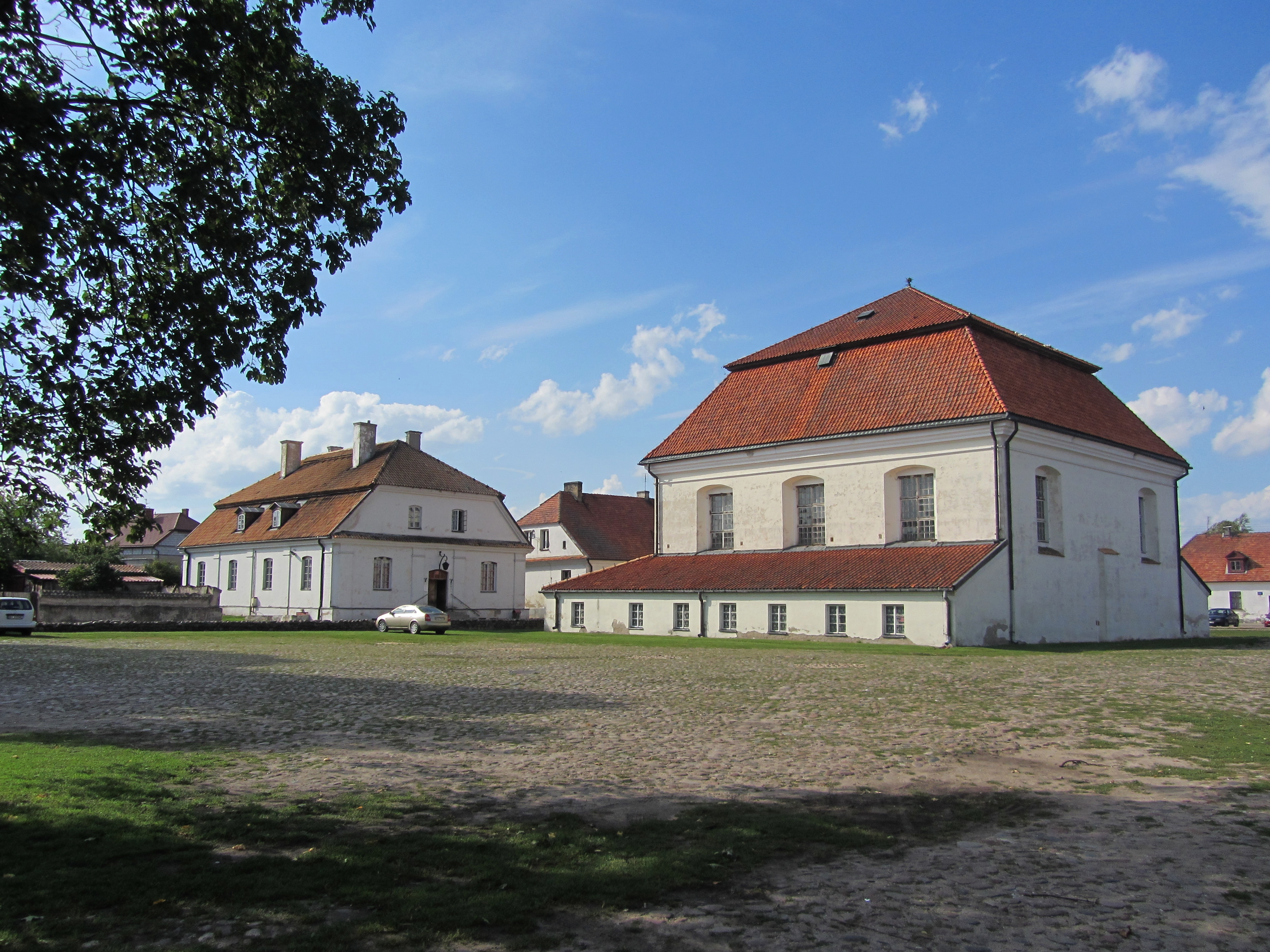
Tykocin i nordöstra Polen är en av de bäst bevarade shtettlarna.

En shtetl, eller shtettel (jiddisch: שטעטל, diminutiv av jiddisch shtot שטאָט, "stad", uttalet påminner om sydtyskans "Städtle", diminutiv för "liten stad"), kallades vanligtvis de byar, mindre städer och stadsdelar med större judiska befolkningar i centrala och östra Europa före Förintelsen.
En stad kallades שטאָט shtot, en by kallades דאָרף dorf på jiddisch. 
Den amerikanske historikern Yohanan Petrovsky-Shtern definieras en shtetl som "en östeuropeisk marknadsstad i privat ägo av en polsk magnat, bebodd mestadels, men inte uteslutande av judar".

## Bakgrund
Shtettlarna fanns främst i Polen-Litauen och efter Polens slutliga delning i de områden som därefter fastställdes som tillåtna för judar att bo i permanent, det Judiska bosättningsområdet i Kejsardömet Ryssland, som innefattade bland annat Kongresspolen, Galizien samt Rumänien. 
Livet i shtetteln har blivit en symbol för traditionellt judiskt liv under 1800-talet i Europa, främst Östeuropa. I allmänhet lär shtettlarna ha varit mycket statiska samhällen vars sociala mönster sällan förändrades, alltigenom genomsyrade av en djup fromhet gentemot ortodox judendom. Shtettlarna var i regel mycket isolerade, och människorna i shtetteln hade oftast mycket liten kontakt med icke-judiska befolkningar utanför. I shtetteln talades jiddisch, och många i shtetteln saknade kunskaper alls i språken som talades utanför shtettlarna. Det fanns emellertid starka förbindelser shtettlar emellan. 
Genom pogromerna som föregick ryska revolutionen och slutligen genom Förintelsen, upphörde shtetlkulturen, befolkningarna hade antingen utrotats eller flytt, i många fall till USA och det som i dag är Israel, men även till Kanada, Argentina och Mexiko.
Författaren Isaac Bashevis Singer växte upp i en shtetl i Kongresspolen i början av 1900-talet och har skildrat livet där i flera av sina böcker, bland annat
Den korta fredagen, med Jentl, jeshivapojken, som ligger till grund för filmen Yentl.
Författaren Bernard Malamuds föräldrar var immigranter till USA från ett shtetl i Ukraina. Hans verklighetsbaserade roman Syndabock handlar om antisemitismen i Kiev 1911.
Musikalen Spelman på taket, från 1964, utspelar sig i en shtetl.